# Växbo Lin

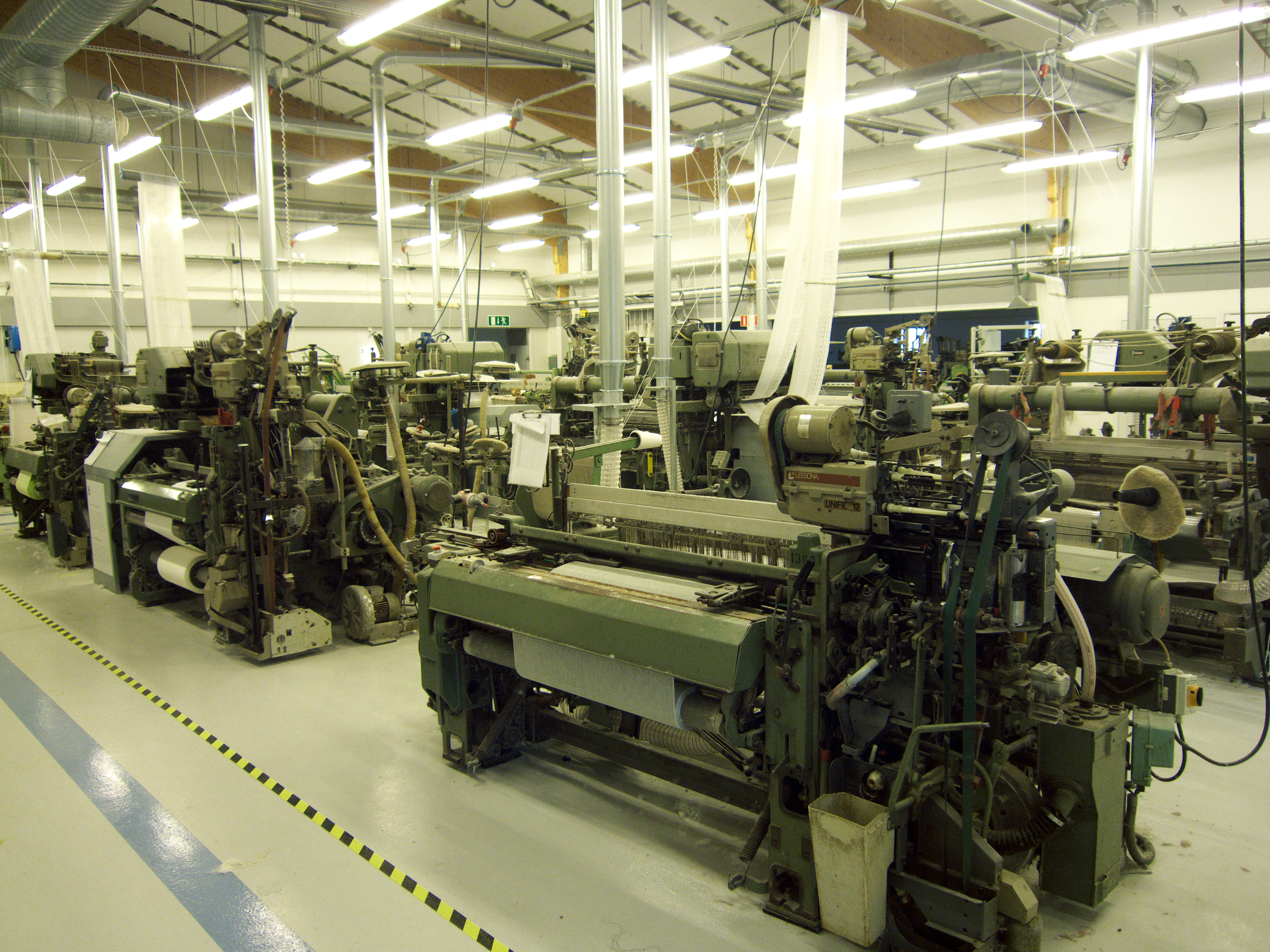
Linneproduktion vid Växbo Lin.

Växbo Lin är ett företag i Hälsingland.
Linneväveriet och linspinneriet, som ligger i Växbo i hjärtat av Hälsingland, utnämndes 2019 till årets industriminne av Svenska industriminnesföreningen.

## Historik
Växbo Lin grundades 1990 av Rolf Åkerlund för att hålla hantverkstraditionen vid liv i ett område där linodling har varit allmän sedan sekler. Lin trivs bra i Hälsingland på grund av klimatet och jordmånen. Långa sommardagar och ljusa nätter får linet att växa sig högt innan det skördas.

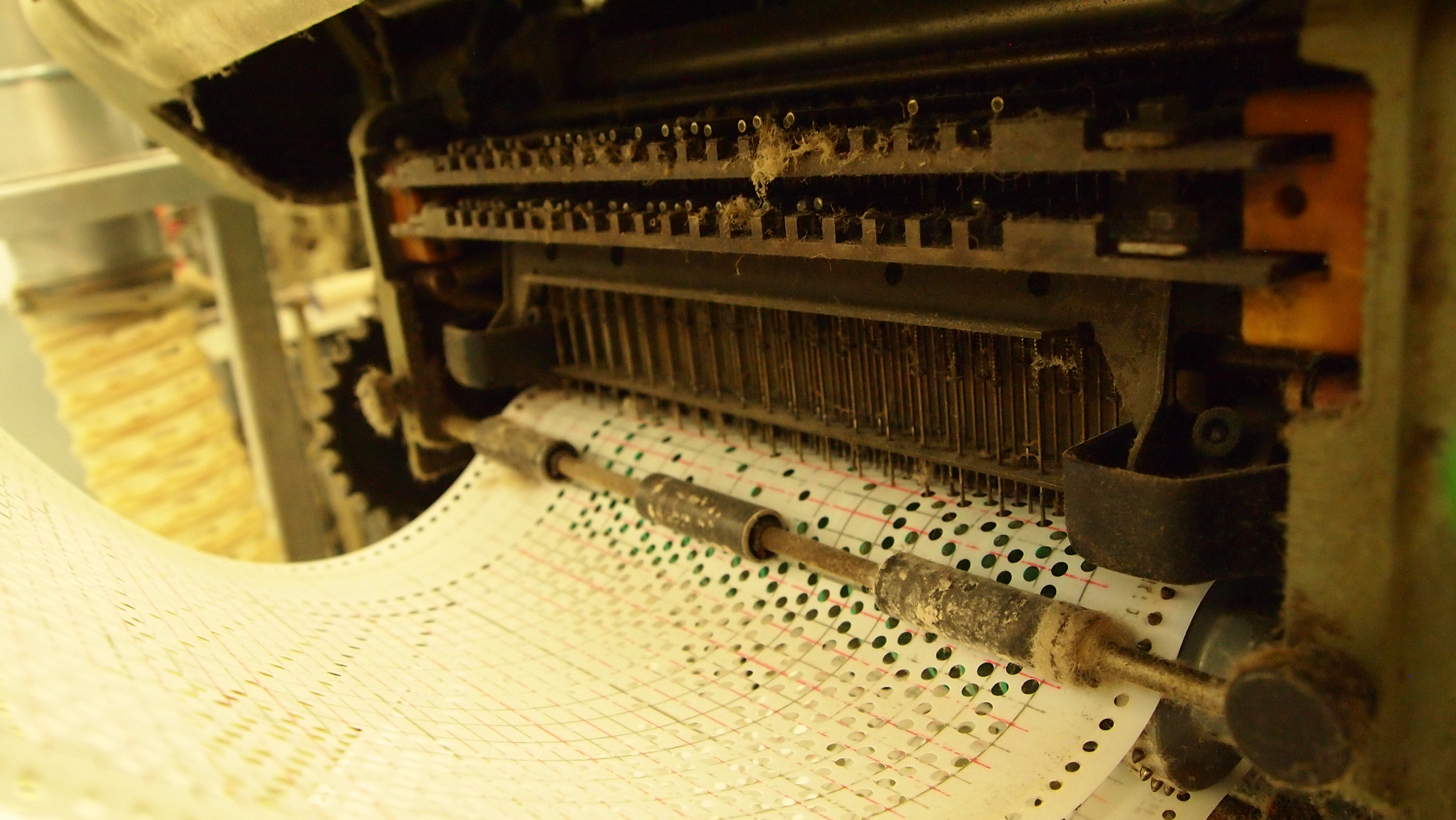
Närbild på ett hålkort.

I väveriet finns 25 skyttelvävstolar. De äldsta från 1923 använder träplugg som mönsterkort och de nyare, från 1970-2000 talen, använder hålkortsremsor i plast. Hålkorten produceras i gamla stansmaskiner.
I dag arbetar ett 10-tal helårsanställda hos Växbo Lin och besökare kan få en guidad tur i fabriken. Väveriet har ungefär 100 000 besökare per år.